# あなたのハウスキーパー
あなたのハウスキーパー（邦題:私の彼はエプロン男子〜Dear My Housekeeper〜）、朝鮮語: タンシネ ハウス ヘルポ、ハングル: 당신의 하우스 헬퍼）は、2018年7月4日から同年8月29日まで韓国KBSにて放送されたテレビドラマ。全32話。韓国の漫画家スン・ジョンヨン（승정연）のウェブトゥーン『あなたのハウスヘルパー』を原作とする。

## キャスト
メイン
- キム・ジウン：ハ・ソクジン[3]

- イム・ダヨン：ボナ[4][5]
- ユン・サンア：コ・ウォニ
- ハン・ソミ：ソ・ウナ
- クォン・ジングク：イ・ジフン

ジウンに関わる人たち
- コ・テス：チョ・ヒボン
- パク・ガラム：ヨン・ジュンソク[6][7]
- イ・ソヒ：シム・イヨン[6][7]

広告会社の人たち
- チョ チーム長：チョン・ソギョン

- アン・ジノン：イ・ミニョン
- オ・ユンギ：イム・ジギュ
- ソ・ホギ：キム・ミンソク
- ペク・ジャンミ：ソン・サンウン[6][7]
- チェ・ナリ：イ・ノア
- ユ・ハンギル：イ・シンソン

その他
- チャン・ヨンゴン：ユン・ジュサン
- カン・ヘジュ：チョン・スジン[8]

- パン・チョルス：イ・ドギョム
- ドボク：クルミ（犬）

## OST
| アルバム名                                   | 収録曲                                | アーティスト             |
| -------------------------------------------- | ------------------------------------- | ------------------------ |
| 당신의 하우스헬퍼 OST Part.1 (2018年7月11日) | 1. 좋은 하루 2. 좋은 하루 (Inst.)     | 새벽공방                 |
| 당신의 하우스헬퍼 OST Part.2 (2018年7月12日) | 1. 너라는 바다 2. 너라는 바다 (Inst.) | 산체스 (Sanchez)         |
| 당신의 하우스헬퍼 OST Part.3 (2018年7月19日) | 1. 고양이 집사 2. 고양이 집사 (Inst.) | ABRY                     |
| 당신의 하우스헬퍼 OST Part.4 (2018年7月26日) | 1. Someday 2. Someday (Inst.)         | チャン・ナラ             |
| 당신의 하우스헬퍼 OST Part.5 (2018年8月9日)  | 1. Smile Again 2. Smile Again (Inst.) | JUNIEL                   |
| 당신의 하우스헬퍼 OST Part.6 (2018年8月15日) | 1. You You 2. You You (Inst.)         | 팍스차일드 (PAXCHILD)    |
| 당신의 하우스헬퍼 OST (2018年8月22日)        | * 치워줄게요                          | WE`D (위드), 러니 (RUNY) |

## 韓国国外での放送

### 日本
CS/スカパー系放送局のKNTVにて2018年10月26日から放送された後、民放BS局のBS12 トゥエルビにて『私の彼はエプロン男子〜Dear My Housekeeper〜』の日本のタイトル名で2019年10月8日より放送予定である。